# Порфіри

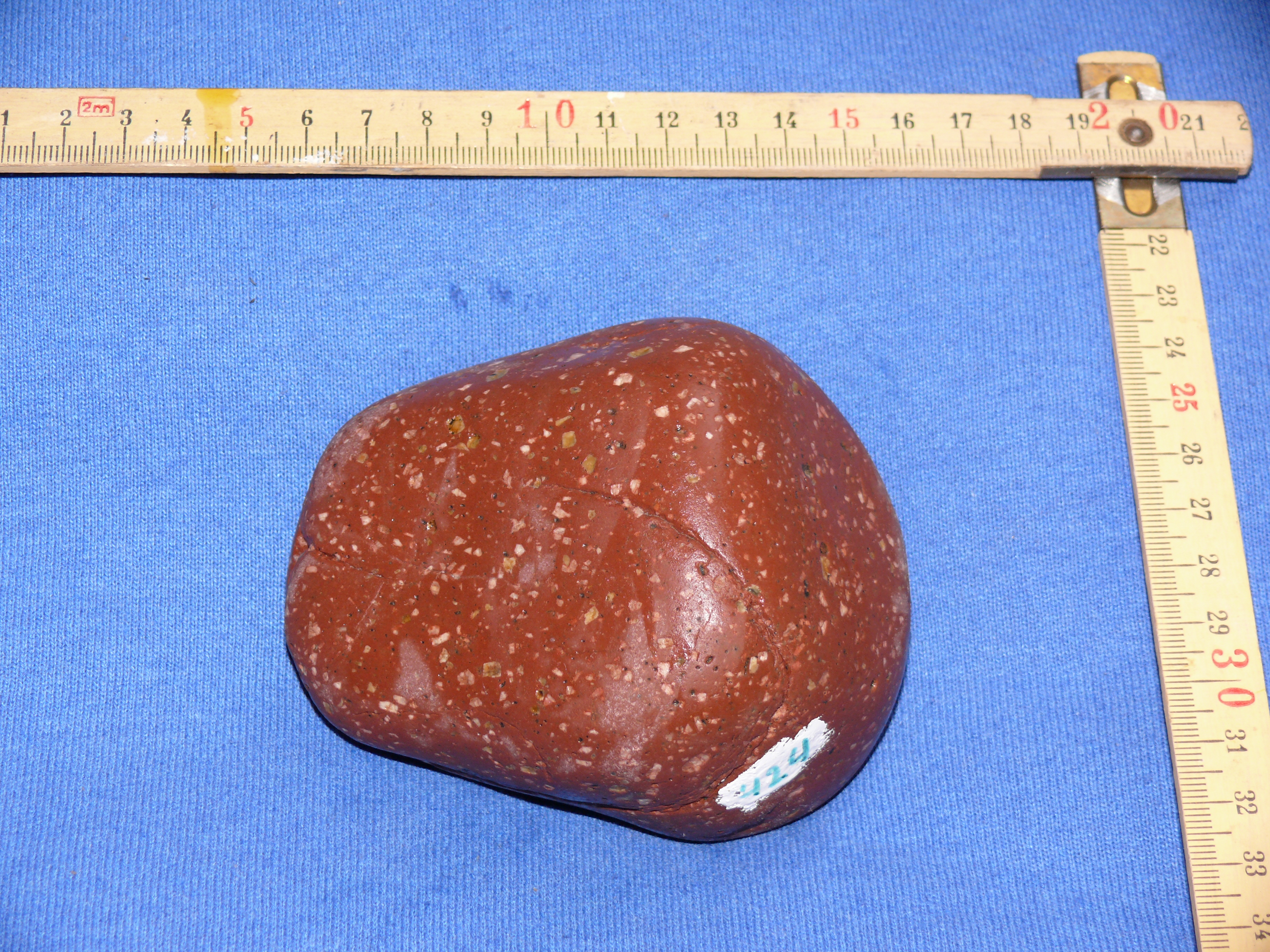
Шматок порфіру

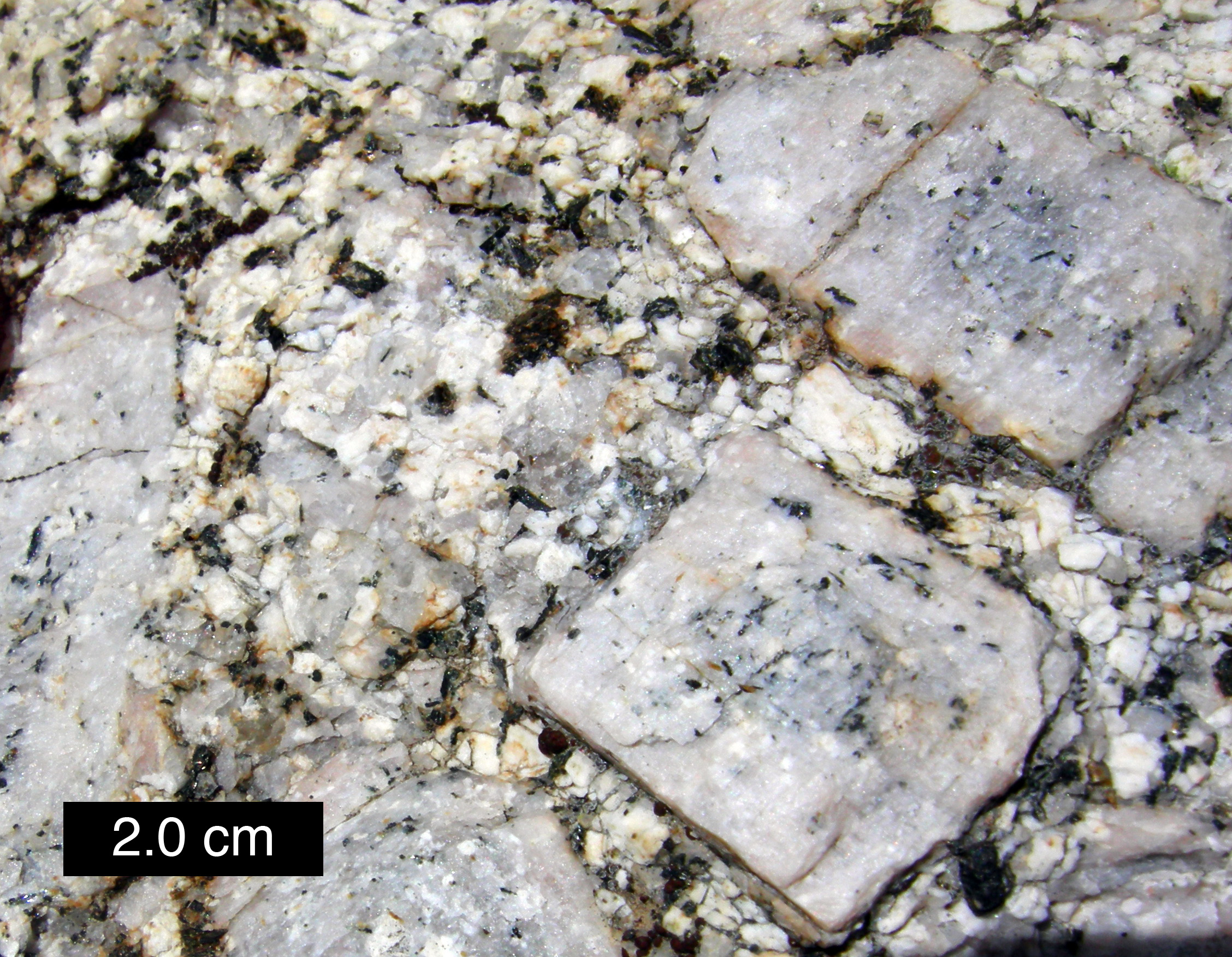
Порфірова структура в граніті. Фельдшпат представлений більшими кристалами. Сьєрра-Невада, Rock Creek Canyon, Каліфорнія, США

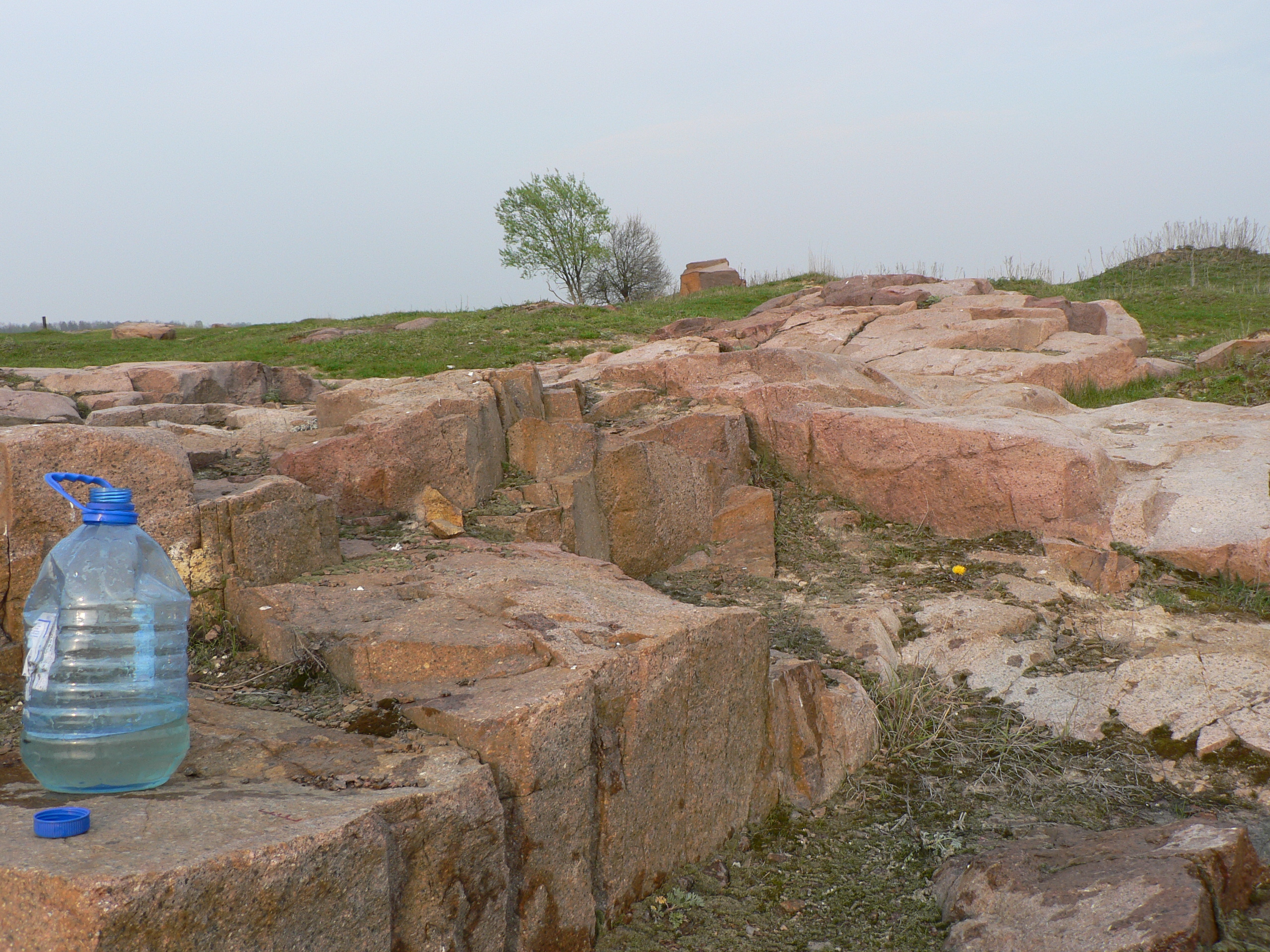
Відслонення кварцових порфірів біля Красилівки, Овруцький хребет, Україна

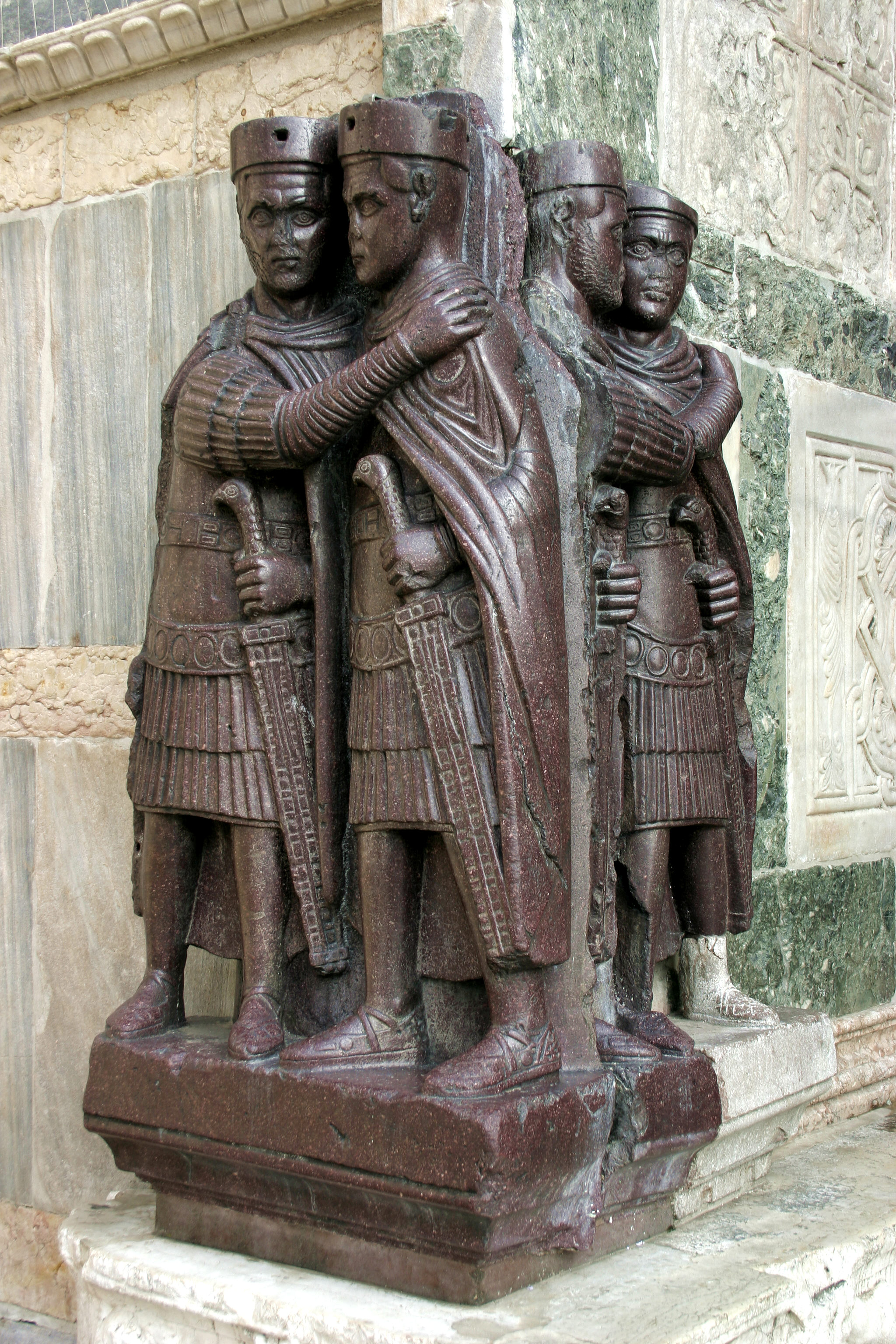
Пізньоантичні порфірові статуї чотирьох тетрархів неподалік від собору Святого Марка у Венеції

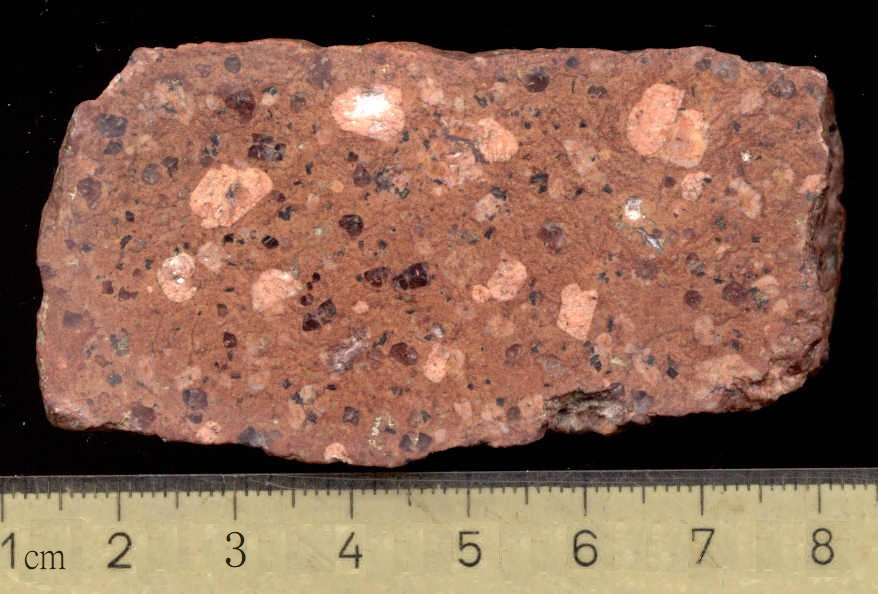
Кварц-порфір, Німеччина

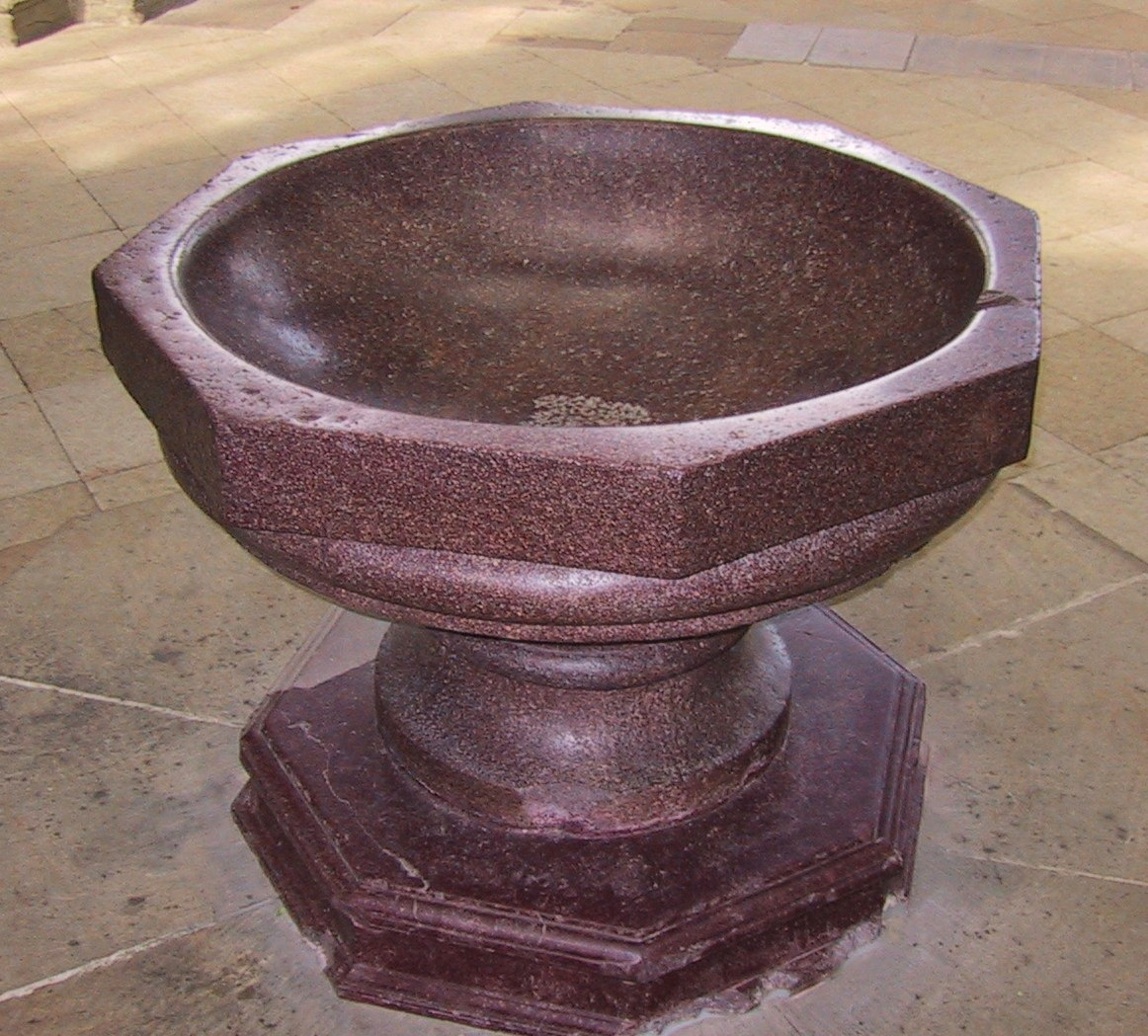
Купіль у Магдебурзькому соборі з єгипетського рожевого порфіру

Порфіри (рос. порфиры, англ. porphyries, нім. Porphyre m pl) — загальна назва порід з фенокристалами лужного польового шпату, кислого плагіоклазу, кварцу, біотиту і рідше рогової обманки в основній масі, що складається з тих же мінералів. Іноді основна маса представлена склом. Забарвлення сіре, жовте, рожеве, буре. Деякі порфіри з високими декоративними якостями використовуються як виробні або облицювальні камені.
Порфірові виділення (рос. порфировые выделения, англ. porphyritic phenocrysts, нім. Porphyraustritte m pl) — кристалічні зерна у дрібнозернистій або склуватій основній масі. Профіра має вигляд платівки рожево-пурпурового кольору до кількох десятків сантиметрів завдовжки та до 10-20 см завширшки
Синонім — фенокристали або фенокристи.